# Phùng Thế Tài
Phùng Thế Tài (tháng 2 năm 1920 – 21 tháng 3 năm 2014) là một thượng tướng Quân đội nhân dân Việt Nam. Ông là Tư lệnh đầu tiên của Quân chủng Phòng không – Không quân (1963 – 1967) và từng giữ chức vụ Phó Tổng tham mưu trưởng Quân đội nhân dân Việt Nam (1967 – 1987).

## Tiểu sử
Ông tên thật là Phùng Văn Thụ, sinh năm 1920, tại xã Văn Nhân, huyện Phú Xuyên, phủ Thường Tín, tỉnh Hà Đông (nay là xã Nam Tiến, huyện Phú Xuyên, Thành phố Hà Nội). Nhà nghèo, thuở nhỏ ông lưu lạc sang Vân Nam (Trung Quốc) kiếm sống. Năm 1936, ông được Hoàng Văn Hoan vận động và tham gia tổ chức Việt Nam Độc lập đồng minh hội hải ngoại và được cử đi học ở trường sĩ quan Hoàng Phố, tốt nghiệp với quân hàm Trung úy. Năm 1939, ông gia nhập Đảng Cộng sản Đông Dương và được cử làm bảo vệ cho Chủ tịch Hồ Chí Minh, lúc này đang đóng vai thiếu tá Bát lộ quân Hồ Quang. Thời gian này, Chủ tịch Hồ Chí Minh đặt cho ông bí danh là Phùng Hữu Tài.

## Gia nhậpViệt Minh
Năm 1941, ông theo Nguyễn Ái Quốc về nước và tham gia hoạt động xây dựng cơ sở của đoàn thể Cứu Quốc của Việt Minh tại Cao Bằng. Tháng 4 năm 1944, ông tham gia công tác tổ chức vận chuyển vũ khí từ Trung Quốc về Việt Nam để tổ chức lực lượng vũ trang kháng Nhật. Khi Nguyễn Ái Quốc, với cái tên mới là Hồ Chí Minh, thoát khỏi sự quản thúc của Quốc dân đảng Trung Quốc và trở về nước vào tháng 9 năm 1944, ông lại được Việt Minh phân công công tác bảo vệ cho lãnh tụ Việt Minh. Tháng 4 năm 1945, khi lực lượng Cứu quốc quân và Việt Nam Tuyên truyền Giải phóng quân sáp nhập thành Giải phóng quân, ông được cử làm Tiểu đội trưởng Tiểu đội Giải phóng quân Thất Khê và tham gia giành chính quyền tại Thất Khê tháng 8 năm 1945.

## Cuộc đời binh nghiệp
Sau khi giành chính quyền, ông được cử làm Ủy viên quân sự Việt Minh tại Lạng Sơn, kiêm chức Chi đội phó Chi đội Lạng Sơn. Sau khi Vệ quốc đoàn được tổ chức chính quy hóa, Chi đội Lạng Sơn trở thành Trung đoàn 28, ông được giữ chức vụ Trung đoàn trưởng. Năm 1947, ông được cử làm Ủy viên quân sự trong Ủy ban Hành chính Kháng chiến Hà Nội.
Năm 1951, khi Đại đoàn 320 được thành lập, ông được cử về giữ chức vụ Đại đoàn phó. Cuối năm 1952, ông đổi lại tên là Phùng Thế Tài với lý do "Hồi đó Bác Hồ đặt tên Hữu Tài cho mình là có ý của Bác, nhưng mình nghe người ta bảo gọi Hữu Tài dễ sinh ra kiêu căng tự phụ, thiếu khiêm tốn, nên cuối năm 1952, mình xin Bác cho đổi lại là Phùng Thế Tài và Bác đã đồng ý".
Sau chiến thắng Điện Biên Phủ, tháng 9 năm 1954, ông được cử làm Đại đoàn trưởng Đại đoàn Pháo binh 349 vừa được thành lập (sau đổi thành sư đoàn). Năm 1958, ông được phong quân hàm Thượng tá.
Từ tháng 11 năm 1961 đến tháng 11 năm 1962, ông giữ chức Hiệu trưởng trường Sĩ quan Pháo binh, kiêm Tham mưu trưởng Binh chủng Pháo binh.
Tháng 12 năm 1962, ông là Tư lệnh Phòng không. Năm 1963, Quân chủng Phòng không - Không quân thành lập, ông được cử giữ chức Tư lệnh đầu tiên của quân chủng đến năm 1967.
- Ông giữ chức vụ Phó Tổng tham mưu trưởng Quân đội nhân dân Việt Nam trong 20 năm cho đến khi về hưu (1987).
- Ông được phong quân hàm Thượng tá (1958), Đại tá (1967), Thiếu tướng (1974), Trung tướng (1980), Thượng tướng (1986).
- Kiêm nhiệm công việc dân sự:

Trong thời kỳ chiến tranh phá hoại lần thứ nhất của Không quân Mỹ, ông kiêm chức vụ Trưởng ban phòng chống bão lũ trung ương. Năm 1976, khi Tổng cục Hàng không Dân dụng của Việt Nam thống nhất được thành lập, ông kiêm chức vụ Tổng cục trưởng cho đến năm 1978.
Ông mất ngày 21 tháng 3 năm 2014 tại Thành phố Hồ Chí Minh, không lâu sau sinh nhật 94 tuổi.

## Khen thưởng
Ông được nhà nước Việt Nam tặng thưởng: 
- Huân chương Hồ Chí Minh
- Huân chương Quân công hạng Nhất và hạng Ba
- Huân chương Chiên công hạng Nhất
- Huân chương Chiến thắng hạng Nhất
- Huân chương Kháng chiến hạng Nhất

## Lịch sử thụ phong quân hàm
| Quân hàm |             |             |              |  |  |  |  |  |  |  |
| Cấp bậc  | Thiếu tướng | Trung tướng | Thượng tướng |  |  |  |  |  |  |  |
|          |             |             |              |  |  |  |  |  |  |  |